# Barutna kula u Pragu
Barutna kula je gotička kula u Pragu koja datira iz 11. stoljeća. Bio je to jedan od 13 ulaza u grad uklopljen u obrambene zidine oko Staroga grada. Njime se odvaja Stari grad od Novog Grada.

## Povijest
Izgradnja na kuli je započela 1475. godine za vrijeme kralja Vaclava II. Glavni graditelj bio je majstor Wacław, a radio je po nacrtima Matyáša Rejseka iz Prostějova. Gradnja je prekinuta 1483. godine kada se sam kralj preselio iz Staroga grada u Praški dvorac. Kasnije je spojena s Kraljevskom palačom te je svoje ime dobila u 18. stoljeću. Godine 1886. barutana je bila obnovljena u neogotičkom stilu. Visina tornja iznosi 65 metara. 
Za vrijeme bitke kod Praga pretrpljena je znatna šteta. Skulpture na kuli su zamijenjene 1876. godine.